# 別宮貞雄
別宮 貞雄（べっく さだお、1922年（大正11年）5月24日 - 2012年（平成24年）1月12日）は、日本の作曲家。

## 経歴
1922年に別宮貞俊（東京工業大学教授を務めたのち実業界に転じ、住友電気工業株式会社初代社長などを歴任）と病理学者で東京帝大医学部教授の山極勝三郎の長女梅子の息子として東京に生まれた。翻訳家の別宮貞徳は弟。
兵庫県立第一神戸中学校から成城高等学校、第一高等学校を経て東京大学理学部物理学科を1946年（昭和21年）に卒業。同年に「管弦楽のための二章」を発表して作曲家としてデビューした。翌1947年（昭和22年）、同大学文学部美学科に入学し1950年（昭和25年）卒業。この間、柴田南雄らの新声会に参加し作品を発表している。1951年（昭和26年）、フランスに渡り、パリ国立高等音楽院でダリユス・ミヨー、オリヴィエ・メシアンらに師事したが、ミヨーのクラスを受験した際、別宮が合格したためシュトックハウゼンは不合格となった。帰国後1955年（昭和30年）から桐朋学園大学で教鞭を執る。1961年（昭和36年）から桐朋学園大学教授、1973年（昭和48年）から中央大学教授を務めた。中央大学の音楽研究会吹奏楽部から作品を委嘱されてもいる。
2000年（平成12年）を第1回として、その選考対象年に日本で発表された作曲作品の中から別宮自身がもっとも優れた作品と評価する作品に対して別宮賞の贈呈を始めた。
2012年1月12日、肺炎のため死去。89歳。東京・雑司が谷の別宮家の墓地に埋葬された。

## 受賞・栄典
- 1988年（昭和63年）：紫綬褒章
- 1994年（平成6年）：勲三等瑞宝章受章[10]。

## 家族・親族
遠祖は伊予守護職河野氏出身の正岡経政の重臣で経政の叔父に当たる別宮修理太夫光貞。別宮氏は江戸時代に入ると伊予国今治藩の豪商国田屋として栄えた。
中央大学において音楽理論を7年間（1986年 - 1993年）師事した野口剛夫は、桐朋学園大学研究科在学中（1993年）に別宮の養子になった。また、野田暉行の妻の野田香代子は養女である。

## 音楽・作曲作品について
別宮は、幼少時に父が所有するベートーヴェンやモーツァルトのレコードを聴いて育ったこともあってか作曲家としての理想像をベートーヴェンであるとしており、調性もしくは旋法性に依拠し、直截で単純明快かつ抒情的な表現を得意とした。一方で、十二音技法などの前衛的な手法に対しては、概して批判的な態度をとった。ミヨーやメシアンに師事しているが、様式的に見て新ロマン主義音楽の作曲家に分類される。調性を固守する態度は同じフランスの先輩ジャン・フランセと同様といえる。

## 主要作品

### 歌劇
- 磐城の松（1963年 - 1964年）　後に「有馬皇子」の一部分として取り入れられる
- 三人の女達の物語（1964年）
- 有間皇子（1963年 - 1967年）
- 葵上（1979年）
- 井筒の女（2007年）

### 交響曲
- 交響曲第1番（1961年）
- 交響曲第2番（1975年 - 1977年、1978年・2004年改訂）
- 交響曲第3番「春」（1981年 - 1984年）
第1楽章のみを「祝典序曲」として演奏することも可能
- 交響曲第4番「夏1945年」（1986年 - 1989年）
- 交響曲第5番「人間」（1997年 - 1999年、2001年改訂）

### 管弦楽曲
- 管弦楽のための二章（1946年）
- 古典組曲（1947年）
- 管弦楽のための序奏とアレグロ（1954年）
- 管弦楽のための二つの祈り（1956年）
- 弦楽オーケストラのための小交響曲（1959年）

### 協奏曲
- ヴァイオリン協奏曲（1968年）
- ヴィオラ協奏曲（1971年）
- ピアノ協奏曲（1979年 - 1981年、1997年改訂）
- チェロ協奏曲「秋」（1997年、2001年改訂）

### 吹奏楽曲
- 組曲「映像の記憶」（1987年）
映画音楽の編曲
- 行進曲「清くあれ、爽やかなれ」（1988年）

### 室内楽・独奏曲
- 弦楽四重奏のための二章（1952年）
- 木管三重奏曲（1953年）
- フルートとピアノのためのソナタ（1953年 - 1954年）
- 日本組曲第1番（1955年）（木管五重奏、東京管楽器協会（鈴木清三、千葉馨など）により初演）
- 日本組曲第2番（デュオ・クロムランクの委嘱）
- 弦楽四重奏曲第1番（1955年 - 1957年）
- 三つの内的風景（1960年）
- ピアノのためのソナチネ（1965年）
- ピアノのための組曲「にしきめがね」（1966年）
- ヴァイオリンとピアノのためのソナタ第1番（1963年 - 1967年）
- 南日本民謡による三つのパラフレーズ（1968年）
- 古典風ソナチネ（1969年）
- こどものための三つの小品（1971年）
- チェロとピアノのためのソナタ（1973年  - 1974年）
- ハーモニカとピアノのための組曲「街の歌」（1975年）
- フルートとヴァイオリンとピアノのための組曲「朝の歌」（1976年）
- 二つのヴァイオリンのための「ディアローグ」（1980年）
- アルトサキソフォンとピアノのための組曲「街の歌」（1981年、ハーモニカ版からの改訂）
- フルートとピアノのための「小パストラール」（1983年）
- かくれん坊と鬼ごっこ（二つのマリンバのための二つの遊戯）（1988年）
- 4手ピアノのための「北国の祭り」（1989年）（原曲は破棄された室内オーケストラのための「日本組曲第2番」から改変したもの。後に別宮の依頼により野口剛夫が二管編成オーケストラのために編曲した（2003－2011年）。スコアは2022年に音と言葉社から刊行。ISBN 978-4991101564　https://www.amazon.co.jp/dp/4991101565?ref=myi_title_dp）
- ハープシコードとリコーダーのためのソナチネ「薄明」（1990年）
- ヴァイオリンとチェロとピアノのための三重奏曲（1995年）
- マリンバのための組曲「にしきめがね第2」（2002年）

### 独唱曲
- 歌曲集「海四章」（1947年）
- 歌曲集「淡彩抄」（1948年）
- 歌曲集「二つのロンデル」（1951年）

加藤周一の詞による。「雨と風」、「さくら横ちょう」（中田喜直の同名曲と同一の詩）の2曲からなるが、特に第2曲が有名。
- 歌曲集「白い雄鶏」（1956年）
- 歌曲集「立原道造による四つのうた」（1959年）
- 歌曲集「在りし日の歌」（1959年、1975年改訂）
- 歌曲集「抒情小曲集」（1962年、1974年改訂）
- 歌曲集「大手拓次による三つのうた」（1973年）
- 歌曲集「三好達治による四つのうた」（1977年）
- 歌曲集「智恵子抄」（1982年）

### 重唱曲
- 四つの賛歌（1965年）

### 合唱曲
- 万葉集による三つの歌（1958年）
- 落葉松（1958年）
- 北国民謡によるパラフレーズ（1962年）
- 音楽物語「大男の庭」（1962年）
- 混声合唱のための組曲「山の四季」（1967年）
- 兵庫讃歌（1971年）
- 合唱曲「ある少年の死」（1978年）
- カンタータ「向陵夢幻」（1978年）
- 合唱組曲「木と島のエピグラム」（1985年）
- 女声合唱とピアノのための組曲「凍った炎」
- 女声合唱とピアノのための組曲「“ある噴水の物語”より」（1988年）
- 女声合唱とピアノのための組曲「淡彩抄」（1991年）
独唱曲からの編曲

童謡
- 色紙ちょん（1955）NHKラジオ「幼児の時間」のために作曲

### 映画音楽
- 怪異宇都宮釣天井（1956年）
- 姫君剣法 謎の紫頭巾（1957年）
- 天下の鬼夜叉姫（1957年）
- 遥かなる男（1957年）
- 密告者は誰か（1959年）
- 恐怖の時間 (1964年)
- マタンゴ（1963年）[1]
- 香港の白い薔薇（1965年）
- 国際秘密警察 鍵の鍵（1965年）
- 国際秘密警察 絶体絶命（1966年）
- 喜劇 駅前開運（1967年）

#### 記録映画
- 黒部峡谷―黒部川第四水力発電所建設記録 第一部―（1957年）
- 日本南極地域観測隊の記録 南極大陸（1957年）
- 太平洋戦記（1958年）
- 地底の凱歌―黒部川第四発電所建設 黒部峡谷 第二部―（1959年）
- ニイタカヤマノボレ 日本帝国の崩壊（1968年）

### 校歌
- 埼玉県川島町立三保谷小学校校歌
- 横浜市立南高等学校校歌（1959年）

## 著作
- 音楽の不思議（音楽之友社、1971年）
- 私の音楽教育観（音楽之友社、1984年）
- 音楽に魅せられて 作曲生活40年（音楽之友社、1995年）
- ドビュッシー前奏曲集第1巻全曲研究（芸術現代社、2005年）
- 遥か、ひと筋の途を……（芸術現代社、2005年）

### 訳書
- ダリウス・ミヨー、クロード・ロスタン『音楽家の自画像』（東京創元社、1957年）
- ジャン・エティエンヌ・マリー『生きている音楽』（音楽之友社、1961年）
- ダリウス・ミヨー『ダリウス・ミヨー 幸福だった私の一生』（音楽之友社、1993年）